# Gasteropelecus sternicla
Gasteropelecus sternicla o pez hacha plateado es una especie de peces de la familia Gasteropelecidae en el orden de los Characiformes.

## Morfología
Los machos pueden llegar alcanzar los 3,8 cm de longitud total.
- Las hembras son más gruesas que los machos.[1][2]

## Alimentación
Come gusanos, crustáceos , insectos y larvas de mosquito.

## Hábitat
Es un pez de agua dulce y de clima tropical (23 °C-27 °C).

## Distribución geográfica
Se encuentran en Sudamérica: el  Amazonas peruano, las Guayanas, Venezuela y la  cuenca del río Paraguay.

## Mantenimiento en el acuario
Es un pez pacífico y sociable que se desenvuelve muy bien en acuarios comunitarios.
Es conveniente que el acuario sea de 100 o más litros y con tapa, ya que tienen dotes atléticas para saltar. Les gusta resguardarse debajo de plantas flotantes.
El agua debe ser un poco ácida, entre 6 y 7 a una temperatura de entre 22 y 28 °C. Es necesario mantener el agua bien aireada y cambiar al agua del acuario cada mes(un 20%)